# 三軍五校
三軍六校（最初稱三軍五校）指的是中華民國國軍主要的六所軍事學校，包括：陸軍軍官學校、海軍軍官學校、空軍軍官學校、國防大學、國防醫學院、空軍航空技術學院。
由於中華民國國軍的組織曾經過多次調整，最初的三軍五校指的是：陸軍軍官學校、海軍軍官學校、空軍軍官學校、政治作戰學校及中正國防幹部預備學校。隨著軍校數目的增減，也曾出現三軍四校、三軍七校、三軍八校、三軍十校的用詞。